# Unión Cívica Democrática

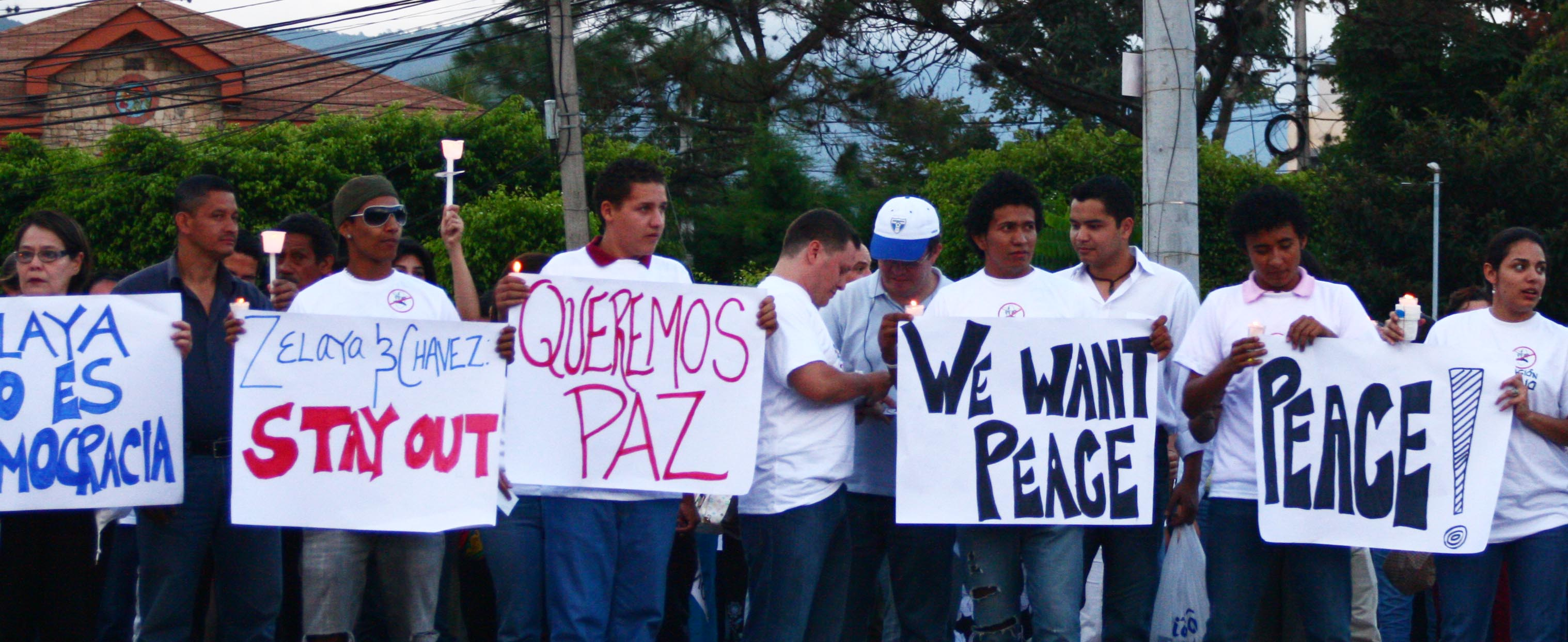
Manifestantes en Tegucigalpa el 1 de julio de 2009.

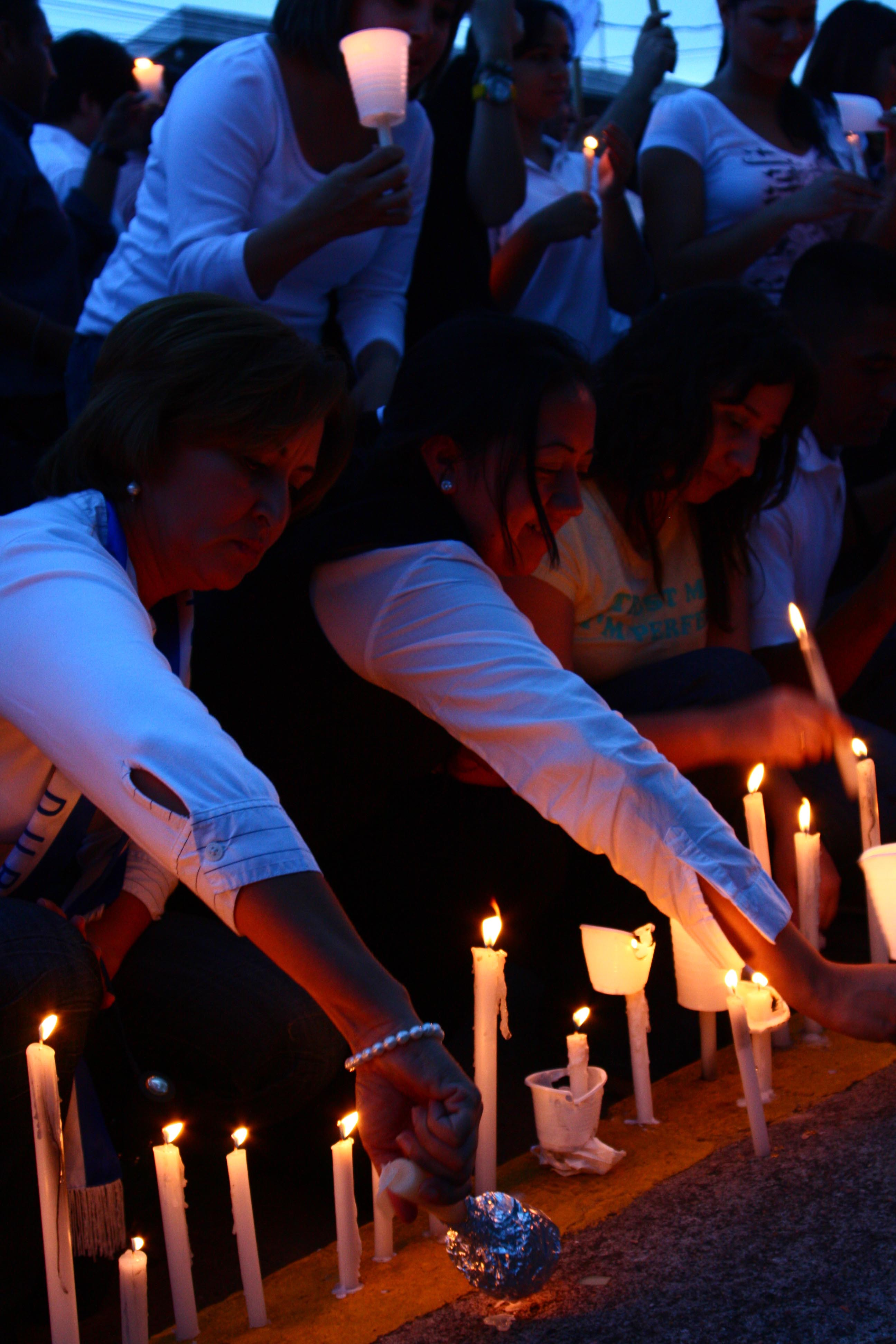
Manifestantes encendiendo candelas en favor de la paz.

Unión Cívica Democrática (UCD) fue una red de cuarenta organizaciones activistas hondureñas que desempeñaron un papel activo durante la durante la crisis política de Honduras en 2009, promoviendo varias manifestaciones en contra del derrocado presidente Manuel Zelaya. Tuvo como su presidente al empresario hondureño Jimmy Daccaret. Entre sus organizaciones miembros se encuentra el Consejo Nacional Anticorrupción, el arzobispo de Tegucigalpa, el Consejo Hondureño de la Empresa Privada (COHEP), el Consejo de Decanos de la Universidad, el Foro Nacional de Convergencia, la Federación Nacional de Comercio e Industrias de Honduras (FEDECAMARA), la Asociación de Medios de Comunicacioon (AMC), el grupo de paz y democracia y el grupo de estudiantes "Generación por el Cambio".
Sus detractores la señalaron como una de las organizaciones que ayudó planificar el golpe de Estado en Honduras de 2009.

## Misión
Sus manifestantes clamaban que la organización defendía la democracia y la constitución de Honduras, mientras sus opositores afirmaban que defendía los intereses de la élite local. La misión oficial de la UCD fue:
- Contribuir a la fortaleza de la sociedad civil.
- Promover mecanismos institucionales para el diálogo entre los distintos sectores de la sociedad civil, los entes políticos y el Estado.
- Promover acciones para fortalecer la conciencia pública y movilizar a la sociedad civil para apoyar los principios universalmente aceptados de bienestar colectivo.

## Patrocinadores
La UCD recibió apoyo económico de la Fundación Nacional para la Democracia, El Instituto Republicano Internacional y la United States Agency for International Development (USAID), los cuales desembolsaron alrededor de 50 millones de dólares anualmente para algunas de las organizaciones de la UCD, tal como el COHEP. Asimismo, la Unión Cívica Democrática gozó del apoyo de los medios de comunicación, especialmente de los diarios informativos La Prensa y El Heraldo.

## Eventos
- 26 de junio de 2009: manifestación por la democracia y la constitución. Otras organizaciones incluyeron a El movimiento de paz y democracia.[6]
- 30 de junio de 2009: manifestaciones. En un discurso emotivo, Armeda López dijo «Chávez se comió a Venezuela, luego Bolivia, después Ecuador y Nicaragua; pero en Honduras no pasó.» Cientos de manifesatantes portaban carteles con frases como «Basta a la ilegalidad» y «amo mi Constitución» entre otras.[7]
- 3 de julio de 2009: 70,000 personas se manifestaron a favor de la constitución y en contra de Zelaya.[8]
- 7 de julio de 2009: hubo manifestaciones «por la paz» en seis ciudades. Esta manifestación fue llamada El Plantón del Millón.[9]
- 22 de julio de 2009: la UCD organizó la denominada "Gran marcha por el patriotismo y valor" a la que asistieron más de mil personas vestidas de azul y blanco —los colores de la bandera hondureña.[10]
- 20 de agosto de 2009: la UCD presentó una queja ante la Comisión Interamericana de Derechos Humanos debido a la violencia de los allegados a Zelaya y sus campañas de odio en Honduras.[11]
- 24 de agosto de 2009: miles de personas vistieron de blanco en una manifestación fuera del edificio de la OEA.[12]
- 4 de septiembre de 2009: la UCD, junto con otras organizaciones civiles, tales como Honduras es Nuestra, también en contra de Zelaya; organizó marchas en Tegucigalpa, al norte de San Pedro Sula, al sur de Choluteca, La Ceiba y la isla de Roatán en repudio al entonces presidente de Venezuela, Hugo Chávez, como parte de la protesta internacional "No más Chávez".[13][14]
- 24 de septiembre de 2009: miles de manifestantes rodeando el edificio de las Naciones Unidas en Tegucigalpa para pedir al exmandatario Zelaya que abandonara el país o se entregara a la justicia.[15]
- 28 de septiembre de 2009: una marcha en apoyo a las elecciones generales que se realizaron el 29 de noviembre.[16]